# Withius termitophilus
Espèce
Synonymes
- Chelifer termitophilus Tullgren, 1907

Withius termitophilus est une espèce de pseudoscorpions de la famille des Withiidae.

## Distribution
Cette espèce se rencontre en Afrique du Sud et au Congo-Kinshasa.

## Publication originale
- Tullgren, 1907 : Chelonethiden aus Natal und Zululand. Zoologiska studier tillägnade Professor T. Tullberg, Uppsala, p. 216-236.